# Kesko Senukai Lithuania
Kesko Senukai Lithuania ist eine litauische Unternehmensgruppe (UAB Senukų prekybos centras) und Baumarktkette mit etwa 3700 Mitarbeitern. Zu ihr gehören über 10 Baumärkte, einer davon in Riga. Weitere 60 Baumärkte kooperieren nach dem Franchiseprinzip. Es gibt 84 Baumärkte („Senukai“ und „Statybų duona“) in Litauen, 16 „K-Rauta“-Geschäfte in Lettland und Estland, 14 „OMA“-Geschäfte in Belarus und E-shop „Senukai.lt“.

## Geschichte
51 % der Aktien wurden ab 2003 von Rautakesko, einer Tochter der finnischen Kesko, gehalten. Die restlichen Aktien hält Artūras Rakauskas. 2016 verkaufte „Rautakesko“, das Tochterunternehmen von „Kesko“, 100 % Aktien von Unternehmen, die „K-Rauta“ verwalteten, an das UAB „Senukai“.
2004 erzielte “Senukų prekybos centras” einen Umsatz von 295 Mio. Euro (1,019 Mrd. Litas). 2015 erreichte man den Umsatz von 583 Mio. Euro. Die Investitionen von 50 Mio. Euro sind in Belarus vorgesehen. Bis 2020 plant man den Jahresumsatz von 1 Mrd. Euro zu erzielen.